# بیت یریس (یمن)
 بیت یریس  روستایی است در بایهٔ (جبل حضور)، وناحیهٔ (عزلة الأدبوب)، از توابع استان اَبیَن در کشور یمن در شبه جزیره عربستان است. 
جمعیت آن ۱۵۶ نفر (۱۷ خانوار) می‌باشد.
مؤرخ:(الأکوع) می‌نویسد که این شهر مقر مملمت الکلاعیین بوده‌است.